# Kendall Terrace
Die Kendall Terrace ist eine unvereiste und mit Vulkanasche überzogene Terrasse auf Deception Island im Archipel der Südlichen Shetlandinseln. Sie liegt auf der Nordwestseite der Insel.
Das UK Antarctic Place-Names Committee benannte sie 1957 nach Leutnant Edward Nicholas Kendall (1800–1845) von der Royal Navy, der bei der Antarktisfahrt der HMS Chanticleer (1827–1831) zwischen Januar und März 1829 die erste Vermessung von Deception Island vorgenommen hatte.